# Charles Maigrot
Charles Maigrot, född 1652 i Paris i Frankrike, död den 28 februari 1730 i Rom, var romersk-katolsk biskop i Kina och en viktig person under den tredje fasen av ritstriden i Kina.

## Biografi
Efter teologiska studier vid Sorbonne i Paris trädde Maigrot in i prästseminariet hos "Missions Etrangères de Paris" (M.E.P.) på samma plats. Den 19 januari 1681 sändes han iväg till Fjärran Östern, och efter ett kort uppehåll i Siam for han tillsammans med den nyutnämvnde generaladministratorn för de kinesiska missionerna, pater François Pallu M.E.P. till Kina i januari 1684. Men Pallu blev sjuk, och innan han dog senare samma år, hade han utnämnt Maigrot till administrator för Kina och till apostolisk vikarie för fyra kinesiska provinser. 1687 bekräftade Heliga stolen honom som apostolisk vikarie for Fujian, och 1696 blev han utnämnd till titulärbiskop. 
Maigrots största betydelse ligger i hans Mandat av den 26 mars 1693, som inledde den häftigaste fasen av den kinesiska ritstriden. I sju punkter förbjöd Maigrot de katolska missionärerna och kinesiska katolikker i Fujian att använda de traditionella kinesiska namnen Tien ("Himmel") eller Shangdi ("Högste härskare") som beteckningar för den kristne Guden. Han tillät endast ordet Tienzhu ("Himmelens herre"). Vidare förbjöd han kristna att ta del i förfäderskulten och konfuciuskulten.
1697 lät han lägga fram sitt mandat för inkvisitionen i Rom. Det förde till dekretet Cur Deus optimus av den 20 november 1704 som utvidgade Maigrots mandat till hela Kina. Beslutet skulle sättas i verket i Kina av påvens legat Charles Thomas Maillard de Tournon. Den kinesiske Kangxi-kejsaren uppfattade det hela som djupt kränkande, och han visste att det var biskop Maigrots råd som låg til grund för påvens beslut. Han utvisade Maigrot den 17 december 1706. 
Maigrot kom 1709 till Rom och tillbragte resten av sitt liv där, där han samlade material om kinesisk religion och filosofi. Hans huvudverk De Synica Religione Dissertationes quatuor blev aldrig offentliggjort.